# کوزومل
کوزومل (Cozumel) جزیره‌ای در دریای کارائیب و ساحل شرقی مکزیک است.